# Розариу (Мараньян)

Розариу на карте штата.

Розариу (порт. Rosário) — муниципалитет в Бразилии, входит в штат Мараньян. Составная часть мезорегиона Север штата Мараньян. Входит в экономико-статистический микрорегион Розариу. Население составляет 39 576 человек на 2010 год. Занимает площадь 685,036 км². Плотность населения — 57,77 чел./км².

## Демография
Согласно сведениям, собранным в ходе переписи 2010 г. Национальным институтом географии и статистики (IBGE), население муниципалитета составляет:
| Полное население                               | Полное население                               | Полное население                               | Полное население                               | 39 576 |
| ---------------------------------------------- | ---------------------------------------------- | ---------------------------------------------- | ---------------------------------------------- | ------ |
| в том числе:                                   | Городское население                            | 23 252                                         | Процент городского населения, %                | 58,75  |
|                                                | Сельское население                             | 16 324                                         | Процент сельского населения, %                 | 41,25  |
|                                                | Мужское население                              | 19 658                                         | Процент мужского населения, %                  | 49,67  |
|                                                | Женское население                              | 19 918                                         | Процент женского населения, %                  | 50,33  |
| Плотность населения, чел/км²                   | Плотность населения, чел/км²                   | Плотность населения, чел/км²                   | Плотность населения, чел/км²                   | 57,77  |
| Население муниципалитета в % к населению штата | Население муниципалитета в % к населению штата | Население муниципалитета в % к населению штата | Население муниципалитета в % к населению штата | 0,60   |

По данным оценки 2016 года, население муниципалитета составляет 41 694 жителя.

## История
Город основан 6 апреля 1914 года. 

## Статистика
- Валовой внутренний продукт на 2003 год составляет 30 505 220,00 реалов (данные: Бразильский институт географии и статистики).
- Валовой внутренний продукт на душу населения на 2003 год составляет 884,31 реала (данные: Бразильский институт географии и статистики).
- Индекс развития человеческого потенциала на 2000 год составляет 0,630 (данные: Программа развития ООН).